# Oststeinbek
Oststeinbek (dolnoniem. Ooststeenbeek) – gmina w Niemczech, w kraju związkowym Szlezwik-Holsztyn, w powiecie Stormarn.

## Współpraca
Miejscowości partnerskie:
- Caddington, Anglia
- Ellar – dzielnica gminy Waldbrunn (Westerwald), Hesja
- Neustadt-Glewe, Meklemburgia-Pomorze Przednie